# Ante Šapina
Ante Šapina [ˈʃapɪna] (* 16. Februar 1976 in Roško Polje, Tomislavgrad) ist ein kroatischer Staatsbürger, der als zentrale Figur bei mehrfachem Fußball-Wettbetrug als „Zockerkönig“ oder auch als „Don Ante“ deutschlandweit in der Boulevard- und Sportberichterstattung Bekanntheit erlangte.

## Fußball-Wettskandal

### 2005
Ante Šapina gilt als Drahtzieher des Fußball-Wettskandals 2005. Mit Hilfe seiner beiden Brüder manipulierte er aus dem Berliner Café King heraus Fußballspiele in Deutschland und Europa. Dabei half ihm der Schiedsrichter Robert Hoyzer. Šapina wurde 2005 vom Landgericht Berlin wegen der Betrügereien zu einer Freiheitsstrafe von zwei Jahren und elf Monaten verurteilt; das Urteil wurde 2006 vom 5. Strafsenat des Bundesgerichtshofes bestätigt. Im Juli 2008 wurde Ante Šapina aus der Haft entlassen.
In einem Zivilprozess am Landgericht Berlin einigte er sich 2007 mit der Deutschen Klassenlotterie Berlin auf die Rückzahlung von 1,8 Millionen Euro aus unrechtmäßigen Gewinnen.

### 2009
Šapina war auch am Fußball-Wettskandal 2009 beteiligt. Nach seiner Haftentlassung im Juli 2008 platzierte Šapina über einen Londoner Wettmakler Geld auf verschobene Spiele auf dem asiatischen Wettmarkt. Er war einer der Hauptbeschuldigten im Fußball-Wettskandal 2009 und saß bis zum 15. April 2011 in der Dortmunder Justizvollzugsanstalt in Untersuchungshaft. 2011 begann die Hauptverhandlung vor dem Landgericht Bochum gegen Šapina und andere. Die Staatsanwaltschaft legte ihnen 47 manipulierte Spiele zur Last. Šapina wurde zu weiteren fünfeinhalb Jahren Haft verurteilt.

### 2012: Aufhebung der bisherigen Urteile
Im Dezember 2012 erklärte der Bundesgerichtshof die bisherigen Urteile gegen Šapina und einen Komplizen für nicht rechtskräftig und hob diese auf. Einerseits habe sich Šapinas Geständnis nicht ausreichend auf eine Strafmilderung ausgewirkt. Andererseits müsse nochmals geprüft werden, ob nicht doch ein vollendeter oder ein bandenmäßiger Betrug vorliegt. Damit musste die Strafsache erneut vor einem Landgericht verhandelt werden, das auch die genaue Höhe des Schadens beziffern sollte.

### 2014: Erneute Verurteilung
Im April 2014 wurde er vom Landgericht Bochum zu fünf Jahren Haft verurteilt.

## Aktive Fußball-Karriere
Šapina war vor dem Wett-Skandal in Berlin vorwiegend als Amateur-Fußballer aktiv. Er spielte in den 1990er Jahren für den Berliner Athletik Klub 07 und SD Croatia Berlin, wo er 2003 seine Karriere beendete.